# ویهاراهنا
ویهاراهنا (به لاتین: Viharahena) یک منطقهٔ مسکونی در سری‌لانکا است که در استان جنوبی (سری‌لانکا) واقع شده‌است.